# Jacek Marczewski
Jacek Marczewski (ur. 1959 w Szczecinie) – polski fotograf, twórca fotografii prasowych, kurator wystaw, autor plakatów, albumów i ilustracji, fotoreporter „Gazety Wyborczej”, członek Rady Press Club Polska i członek Związku Polskich Artystów Fotografików.

## Kariera
W latach 80. pracował z prof. Januszem Boguckim i Niną Smolarz przy realizacjach niezależnych działań artystycznych: „Znak krzyża”, „Apokalipsa - światło w ciemności”, „Grób Pański” Jerzego Kaliny i Grzegorza Kowalskiego, „Piąta rocznica Solidarności - czy pamiętasz?”, „Droga świateł spotkania ekumeniczne”.   
W 1989 roku plakat jego autorstwa „Głosuj z nami” wykorzystano w ogólnopolskiej kampanii wyborczej "Solidarności". 
Współtworzył "Gazetę Wyborczą" jako członek pierwszego zespołu redakcyjnego i wieloletni pracownik. Na stałe był związany z takimi tytułami jak: „Tygodnik Kulturalny”, tygodnik „Spotkania”, „Życie Warszawy”, „Super Express”, „Wprost”, „Dziennik”. Publikował w wielu polskich pismach takich jak: „Tygodnik Powszechny”, „Tygodnik Solidarność”, „Newsweek”, „Polityka”, „Przekrój”, „Rzeczpospolita”, „National Geographic”, „Teatr”, „Twórczość” i zagranicznych: „Kontakt”, „L’Express”, „Liberation”, „Die Zeit”, „New York Times”. 

## Konkursy i nagrody
Otrzymał szereg nagród i wyróżnień w konkursach fotografii prasowej. W latach 1997 i 1998 fotografie jego autorstwa zostały uznane w Konkursie Polskiej Fotografii Prasowej za najlepsze zdjęcia o Polsce. Marczewski był też jurorem w wielu konkursach, wśród nich w konkursie Newsreportaż organizowanym przez tygodnik "Newsweek" oraz konkursie BZ WBK Press Foto.

## Wystawy
Jego prace prezentowano na indywidualnych i zbiorowych wystawach m.in. na ekspozycjach: „Więźniowie” (1990), „Warszawa. Na dzień przed” (1998), „20 lat Gazety Wyborczej” (2009) w Narodowej Galerii Sztuki „Zachęta”, „Schyłek PRL-u - lata 80. w fotografii agencji Forum” w warszawskim Domu Spotkań z Historią (2009), „Polish Paths to Freedom” (2009) w londyńskim Imperial War Museum, „Globalna solidarność. Droga do godności i pokoju”, „Wyspa, Otok, Island”, „Niepowtarzalni”  (na Łódź Design Festival) i „Powidoki wiślane szypra Kałuży” prezentowanej w 2019 roku w wielu miastach nad Wisłą. Współautor wraz z Piotrem Pazińskim książki „Dublin z Ulissesem: wraz ze słownikiem bohaterów Ulissesa" (2008).